# Кировский шинный завод
АО Кировский шинный завод (КШЗ) — производитель шин в городе Кирове. Второй по величине производитель шин в России (по итогам 2011 года).

## Собственники и руководство
АО «НИИР»
До 2009 года 89,53 % обыкновенных акций предприятия принадлежали российско-голландскому холдингу «Амтел-Фредештайн». В 2009 году из-за кредиторской задолженности предприятия Арбитражным судом Кировской области введено внешнее управление заводом. Кредиторами предприятия выступили «Альфа-Групп» и «Сибур — Русские шины».
8 апреля 2010 года решением совета кредиторов все права предприятия «Амтел-Поволжье» — переданы русскому холдингу «Сибур — Русские шины». 14 декабря 2011 года 100 % акций КШЗ приобрела «Э-Волюшн Тайр», дочернее общество итальянской компании «Pirelli».
В 2017 году завод вошел в контур управления Государственной корпорации «Ростех». С 2018 года предприятие вошло в состав группы организаций АО «Научно-исследовательский институт резиновых и полимерных изделий».

## История
Строительство Кировского шинного завода было начато летом 1942 года. В ночь с 6 на 7 ноября 1943 года была произведена вулканизация первых покрышек модели Я-1 (34×7) для автомобилей ЗИС («трёхтонок»). С 1946 по 1952 год прошла модернизация завода для выпуска грузовых шин: была увеличена территория производства, освоены новые технологии и оборудование. В 1954—1960 годы был построен цех велошинного производства. В 1965 году был запущен цех шин радиальной конструкции, использовавшихся для автомобилей ГАЗ-53 и ПАЗ-672. Радиальные шины позволили вдвое увеличить пробег, снизить расход топлива. Завод стал первым в стране предприятием, освоившим массовое производство шин новой конструкции для грузовых автомобилей, за что в мае 1966 года был награждён Орденом Трудового Красного Знамени, 43 заводчанина удостоены государственных наград. В 1982—86 годах сданы корпуса для пропитки и термообработки полиамидного корда, первая очередь сборочно-вулканизационного корпуса и ряд других объектов. Введённые мощности позволили производить 150 тысяч шин новых конструкций в год.
Из-за ориентации производства на нужды Министерства обороны и агропромышленного комплекса с распадом СССР завод оказался в тяжёлом положении, старые заказчики были неплатежеспособными. В 1993 году КШЗ удалось получить контракт на 16-дюймовые радиальные шины для нового полуторатонного грузовика ГАЗа, с 1994 года новая модель покрышек К-135 начала выпускаться серийно. Началось освоение легкового ассортимента, куплены права на производство шин КС-1, КС-2, КС-4 для автомобилей «Волга». Была разработана собственная легковая модель покрышки К-161.
В начале 2001 года проведён аудит завода Ассоциацией Центросерт, система качества производства сертифицирована на соответствие МС ИСО 9001. 16 февраля 2001 года пущена линия с трёхсекционным агрегатом «Триплекс», на котором осуществляется выпуск дублированных профилированных заготовок. С 2002 года началось техническое переоснащение предприятия стоимостью 50 млн долларов США: освоены станки и форматоры-вулканизаторы фирмы KRUPP для легковых шин, установлено заготовительное оборудование словацких фирм VIPO и Konstrukta, выпуск шин увеличен до 5 млн штук в год. В 2001-2005 годах по итогам конкурса «Лучшая шина на дорогах России» шины предприятия получили 9 золотых, 4 серебряных и 1 бронзовую медали. В 2005 году начался выпуск шин премиум-класса «Vredestein». В 2006 году внедрение и выпуск новых шин достигло 51 модели в год, большинство из которых являются брендовыми («NordMaster», «Planet», «Fortio»). По итогам 2006 года выпуск шин превысил 7 млн штук, по этому показателю предприятие находилось на 2 месте в России.
14 декабря 2011 года Кировский шинный завод перешел в собственность итальянского шинного холдинга Pirelli.
В 2017 году завод вошел в контур управления Государственной корпорации «Ростех». Производство шин под брендом Pirelli выделено в отдельное предприятие — ООО ПК «Киров Тайр». С 2018 года Кировский шинный завод вошел в состав группы организаций АО «Научно-исследовательский институт резиновых и полимерных изделий».
Государственная корпорация «Ростех» на базе АО «Научно-исследовательский институт резиновых и полимерных изделий», находящегося в прямом управлении Корпорации, реализует проект создания центра компетенции в области шинной и полимерной промышленности — научно-производственного комплекса «Шины-РТИ-Каучуки» с включением в его состав АО «Кировский шинный завод», как дочернего предприятия АО «НИИР».
Компетенцией АО «НИИР» Корпорацией определены:
· модернизация производства и номенклатуры АО «КШЗ»,
· работы по постановке на производстве шин современной конструкции в соответствии с техническими требованиями производителей колесной авто и бронетехники,
· оптимизация организации поставки продукции потребителям.
С целью реализации принятых в Корпорации решений с 01 января 2020 года АО «НИИР» перешел на контрактное производство шинной продукции и является производителем и поставщиком шинной продукции номенклатуры АО «КШЗ».